# Harriet Monroe
Pour les articles homonymes, voir Monroe.
Harriet Monroe, née le 23 décembre 1860 à Chicago dans l'Illinois et morte le 26 septembre 1936 à Arequipa au Pérou, est une américaine directrice de publication, éditrice, poète, critique littéraire, chroniqueuse et animatrice de la vie littéraire américaine. Après avoir été publiée par différents journaux tels que le Chicago Tribune, The Atlantic Harriet Monroe accède à la notoriété lorsqu'elle est chargée d'écrire une ode, la Columbian Ode, pour l'ouverture de l'Exposition universelle de 1893 qui s'est tenue à Chicago.
Harriet Monroe fonde et dirige en 1912, la revue Poetry, consacrée à la poésie et considérée comme la plus importante aux États-Unis et plus largement dans le monde anglophone quant à la promotion et la diffusion de la poésie moderne aux États-Unis. Poetry, a notamment contribué à la reconnaissance de l'œuvre poétique d'auteurs tels que Carl Sandburg, Ezra Pound, D.H. Lawrence, T.S. Eliot, Rabidranath Tagore, Amy Lowell ou Robert Frost.

## Biographie

### Jeunesse et formation
Harriet Hattie Monroe est la seconde fille des quatre enfants du juriste Henry Stanton Monroe et de Martha Mitchell épouse Monroe. Ses deux parents, d'ascendance écossaise, ont quitté New York  pour s'installer à Chicago dans le début des années 1850,.
La jeunesse de Harriet Monroe est marquée par les conflits incessants entre ses parents et l'autoritarisme de ses sœurs aînées Dora et Louise Monroe. Elle s'échappe de sa solitude en lisant les livres de la bibliothèque de son père particulièrement bien fournie,.

### Carrière

#### Premières activités littéraires
Harriet Monroe se passionne dès son enfance pour la poésie et la littérature avec la lecture des livres de la riche bibliothèque de son père. Elle fait ses études au Dearborn Seminary (en) de Chicago puis à la Georgetown Visitation Preparatory School (en)  de Georgetown à Washington (district de Columbia) où elle finit ses études secondaires en 1879.
De 1880 à 1890, elle entretient une correspondance notamment avec Robert Louis Stevenson, qui l'encourage dans son projet de devenir dramaturge et poète. En 1888, Harriet Monroe publie un sonnet « With Shelley's Poems » dans le The Century Magazine. En 1889, sa cantate est sélectionnée par les autorités municipales de Chicago pour l'inauguration de l'auditorium de Chicago. En 1893, la Columbian Ode est déclamée lors de l'inauguration de l'exposition universelle de Chicago, marquant le début de sa reconnaissance et lui ouvrant les portes des magazines littéraires nationaux pour la publication de ses poèmes (dont The Passing Show : Five Modern Plays in Verse, 1903 ; The Dance of the Seasons, 1911). Parallèlement, elle travaille comme critique d'art et de théâtre pour des journaux de Chicago.

#### Poetry, une revue au cœur de la vie littéraire américaine
Harriet Monroe, en plus de son activité littéraire, a le projet de créer une revue de poésie destinée aux jeunes auteurs et à l'actualité poétique. Grâce à sa notoriété elle trouve l'aide de mécènes de Chicago. Son projet aboutit en octobre, avec la publication du premier numéro de Poetry : A Magazine of Verse.
Poetry devient au fil des ans l'une des principales revues américaines dédiée à la poésie du monde anglophone, où sont publiés notamment : Carl Sandburg, Edgar Lee Masters, Vachel Lindsay, Sherwood Anderson, T. S. Eliot, Wallace Stevens, Marianne Moore, D. H. Lawrence et William Carlos Williams. La revue ouvre également ses colonnes à divers courants : imagisme, impressionnisme et vers libre.
En 1931, elle encourage le jeune Louis Zukofsky dans ses recherches théoriques qui le mènent à dépasser l'imagisme. Elle lui confie la rédaction d'un numéro de Poetry, qui sort en février 1931 et s'intitule « Numéro Objectiviste », marquant la naissance du mouvement du même nom.

#### La fin
Harriet Monroe dirige Poetry jusqu'à son décès consécutif à une hémorragie cérébrale (rupture d'anévrisme) lors d'une excursion en altitude au Machu Picchu au Pérou en 1936.
Après ses funérailles, sa dépouille a été incinérée.

### Vie personnelle
Harriet Monroe est la belle-sœur de l'architecte John Wellborn Root, dont elle a écrit la biographie.

## Œuvres

### Essais
- Poets & Their Art, New York, The Macmillan Company (réimpr. 1932, 2021) (1re éd. 1926), 328 p. (lire en ligne)

### Autobiographie
- A Poet's Life : Seventy Years in a Changing World, New York, The Macmillan Company (réimpr. 2011) (1re éd. 1938), 546 p. (lire en ligne)

### Anthologies
- Harriet Monroe (dir.) et Alice Corbin Henderson (dir.), The New Poetry : An Anthology, New York, Macmillan Company (réimpr. 1932, 1939, 2010, 2015) (1re éd. 1918), 456 p. (OCLC 623005747, lire en ligne),

### Articles
- « The Yosemite Waters », The North American Review,, vol. 187, no 627,‎ février 1908, p. 274-276 (3 pages) (lire en ligne),
- « The Motive of the Magazine », Poetry, vol. 1, no 1,‎ octobre 1912, p. 26-28 (3 pages) (lire en ligne),
- « As It Was », Poetry, vol. 1, no 1,‎ octobre 1912, p. 19-22 (4 pages) (lire en ligne)
- « Moody's Poems », Poetry, vol. 1, no 2,‎ novembre 1912, p. 54-57 (4 pages) (lire en ligne),
- « The Servian Epic », Poetry, vol. 1, no 6,‎ mars 1913, p. 195-198 (4 pages) (lire en ligne),
- « The New Beauty », Poetry, vol. 2, no 1,‎ avril 1913, p. 22-25 (4 pages) (lire en ligne),
- « In Danger », Poetry, vol. 2, no 2,‎ mai 1913, p. 68-70 (3 pages) (lire en ligne),
- « Tradition », Poetry, vol. 2, no 2,‎ mai 1913, p. 67-68 (2 pages) (lire en ligne),
- « Incarnations », Poetry, vol. 2, no 3,‎ juin 1913, p. 101-104 (4 pages) (lire en ligne),
- « Poetry a Zest for Life », Poetry, vol. 2, no 4,‎ juillet 1913, p. 140-142 (3 pages) (lire en ligne),
- « The New Laureate », Poetry, vol. 2, no 6,‎ septembre 1913, p. 213-215 (3 pages) (lire en ligne),
- « Our Modern Epic », Poetry, vol. 3, no 1,‎ octobre 1913, p. 23-26 (4 pages) (lire en ligne),
- « Rhythms of English Verse: I », Poetry, vol. 3, no 2,‎ novembre 1913, p. 61-68 (8 pages) (lire en ligne),
- « Rhythms of English Verse, II », Poetry, vol. 3, no 3,‎ décembre 1913, p. 100-111 (12 pages) (lire en ligne),
- « Sobriety and Earnestness », Poetry, vol. 3, no 4,‎ janvier 1914, p. 141-144 (4 pages) (lire en ligne),
- « Poetry's Banquet », Poetry, vol. 4, no 1,‎ avril 1914, p. 25-29 (5 pages) (lire en ligne),

## Archives
Après sa mort, ses manuscrits sont déposés à la Bibliothèque de l'Université de Chicago.

## Pour approfondir

#### Notices dans des encyclopédies et manuels de références
- (en-US) Edward T. James (dir.), Janet Wilson (dir.), Paul Boyer (dir.) et Morton Dauwen Zabel (rédacteur), Notable American Women 1607-1950, vol. 2 : G-O, Cambridge, Massachusetts, Belknap Press of Harvard University Press (réimpr. 2014) (1re éd. 1971), 659 p. (ISBN 9780674288355, lire en ligne), p. 562-564. ,
- (en-US) Sam Riley (dir.) et Judith Paterson (rédactrice), American Magazine Journalists, 1900-1960, Detroit, Michigan, Gale Research, coll. « Dictionary of Literary Biography (DLB) » (no 91), 1990, 411 p. (ISBN 9780810345713, lire en ligne), p. 226-234.
- (en-US) Mark C. Carnes (dir.), John A. Garraty (dir.) et Kimberly Markowsky (rédacteur), American National Biography, vol. 15 : McCutcheon - Moskowitz, New York, Oxford University Press, USA (réimpr. 1999) (1re éd. 1990), 980 p. (ISBN 9780195127942, lire en ligne), p. 679-680.
- (en-US) Anne Commire (dir.), Deborah Klezmer (dir.) et Janice Lee Jayes (rédactrice), Women in World History, vol. 11 : Mek - N, Waterford, Connecticut, Yorkin Publications & Gale Group (réimpr. 2000) (1re éd. 1999), 921 p. (ISBN 9780787640705, lire en ligne), p. 289-294,

#### Essais et biographies
- (en-US) Daniel J. Cahill, Harriet Monroe, New York, Twayne Publishers, coll. « Twayne's United States Authors Series » (no 222), 1973, 160 p. (ISBN 9780805705157, LCCN 73000508, lire en ligne),

#### Articles anglophones
- M. D. Z., « Harriet Monroe: December 23, 1860-September 26, 1936 », Poetry, vol. 49, no 2,‎ novembre 1936, p. 85-93 (9 pages) (lire en ligne ),
- Horace Gregory, « The "Unheard of Adventure": Harriet Monroe and Poetry », The American Scholar, vol. 6, no 2,‎ printemps 1937, p. 195-200 (6 pages) (lire en ligne ),
- Robert Liddell Lowe, « Edwin Arlington Robinson to Harriet Monroe: Some Unpublished Letters », Modern Philology, vol. 60, no 1,‎ août 1962, p. 31-40 (10 pages) (lire en ligne ),
- Craig S. Abbott, « Publishing the New Poetry: Harriet Monroe's Anthology », Journal of Modern Literature, vol. 11, no 1,‎ mars 1984, p. 89-108 (20 pages) (lire en ligne ),
- Ann Massa, « "The Columbian Ode" and "Poetry, A Magazine of Verse": Harriet Monroe's Entrepreneurial Triumphs », Journal of American Studies, vol. 20, no 1,‎ avril 1986, p. 51-69 (19 pages) (lire en ligne ),
- Ann Massa, « Ezra Pound to Harriet Monroe : Two Unpublished Letters », Paideuma, vol. 16, nos 1/2,‎ printemps 1897, p. 33-47 (15 pages) (lire en ligne ),
- Kenny J. Williams, « An Invisible Partnership and an Unlikely Relationship: William Stanley Braithwaite and Harriet Monroe », Callaloo, no 32,‎ été 1987, p. 516-550 (35 pages) (lire en ligne ),
- Claire Badaracco, « Writers and Their Public Appeal: Harriet Monroe's Publicity Techniques », American Literary Realism,, vol. 23, no 2,‎ hiver 1991, p. 35-51 (17 pages) (lire en ligne ),
- Robin G. Schulze, « Harriet Monroe's Pioneer Modernism: Nature, National Identity, and Poetry, A Magazine of Verse », Legacy, vol. 21, no 1,‎ 2004, p. 50-67 (18 pages) (lire en ligne ),
- John Timberman Newcomb, « Poetry's Opening Door: Harriet Monroe and American Modernism », American Periodicals, vol. 15, no 1,‎ 2005, p. 6-22 (17 pages) (lire en ligne ),
- Dathalinn M. O'Dea, « The Great Yeats Debate: Harriet Monroe, Ezra Pound, and Poetry Magazine's First Guarantor's Prize », The Journal of Modern Periodical Studies, vol. 6, no 1,‎ 2015, p. 1-22 (22 pages) (lire en ligne ),
- Mark B. Polhad, « Harriet Monroe's Abraham Lincoln », Journal of the Abraham Lincoln Association, vol. 37, no 2,‎ été 2016, p. 16-41 (26 pages) (lire en ligne ),

### Sitographie
- (en-US) « PennSound: Harriet Monroe », sur writing.upenn.edu, PennSound, Université de Pennsylvanie (consulté le 1er mai 2019)